# Zantedeschia pentlandii
Zantedeschia pentlandii là một loài thực vật có hoa trong họ Ráy (Araceae). Loài này được (R.Whyte ex W.Watson) Wittm. miêu tả khoa học đầu tiên năm 1898.